# サラフィー・ジハード主義の旗
サラフィー・ジハード主義の旗（サラフィー・ジハードしゅぎのはた、Jihadist flag）は、ISILの旗。

## 概要
ISILはサラフィー・ジハード主義の旗を使用している。
この旗は多くの組織が類似する旗を使っている。これは多くにシリア内戦においてISILが掲げはた有名な旗である。
ISILはこれを「国旗」と主張しているが、どの国も認めていない。